# 783 (numero)
Settecentottantatré (783) è il numero naturale dopo il 782 e prima del 784.

## Proprietà matematiche
- È un numero dispari.
- È un numero composto con 8 divisori: 1, 3, 9, 27, 29, 87, 261, 783. Poiché la somma dei suoi divisori (escluso il numero stesso) è 417 < 783, è un numero difettivo.
- È un numero malvagio.
- È un numero di Ulam.
- È un numero congruente.
- È un numero palindromo e un numero ondulante nel sistema di numerazione posizionale a base 15 (373) e in quello a base 23 (1B1).
- È un numero a cifra ripetuta e palindromo nel sistema di numerazione posizionale a base 28 (RR).
- È un numero ettagonale.
- È parte delle terne pitagoriche (56, 783, 785), (540, 567, 783), (783, 1044, 1305), (783, 1140, 1383), (783, 3480, 3567), (783, 3744, 3825), (783, 10556, 10585), (783, 11340, 11367), (783, 34056, 34065), (783, 102180, 102183), (783, 306544, 306545).

## Astronomia
- 783 Nora è un asteroide della fascia principale del sistema solare.
- NGC 783 è una galassia spirale della costellazione del Triangolo.

## Astronautica
- Cosmos 783 è un satellite artificiale russo.

## Altri ambiti
- Route nationale 783 è una strada statale della Francia.
- A783 è un'autostrada dei Paesi Bassi.